# Apple iPod+HP

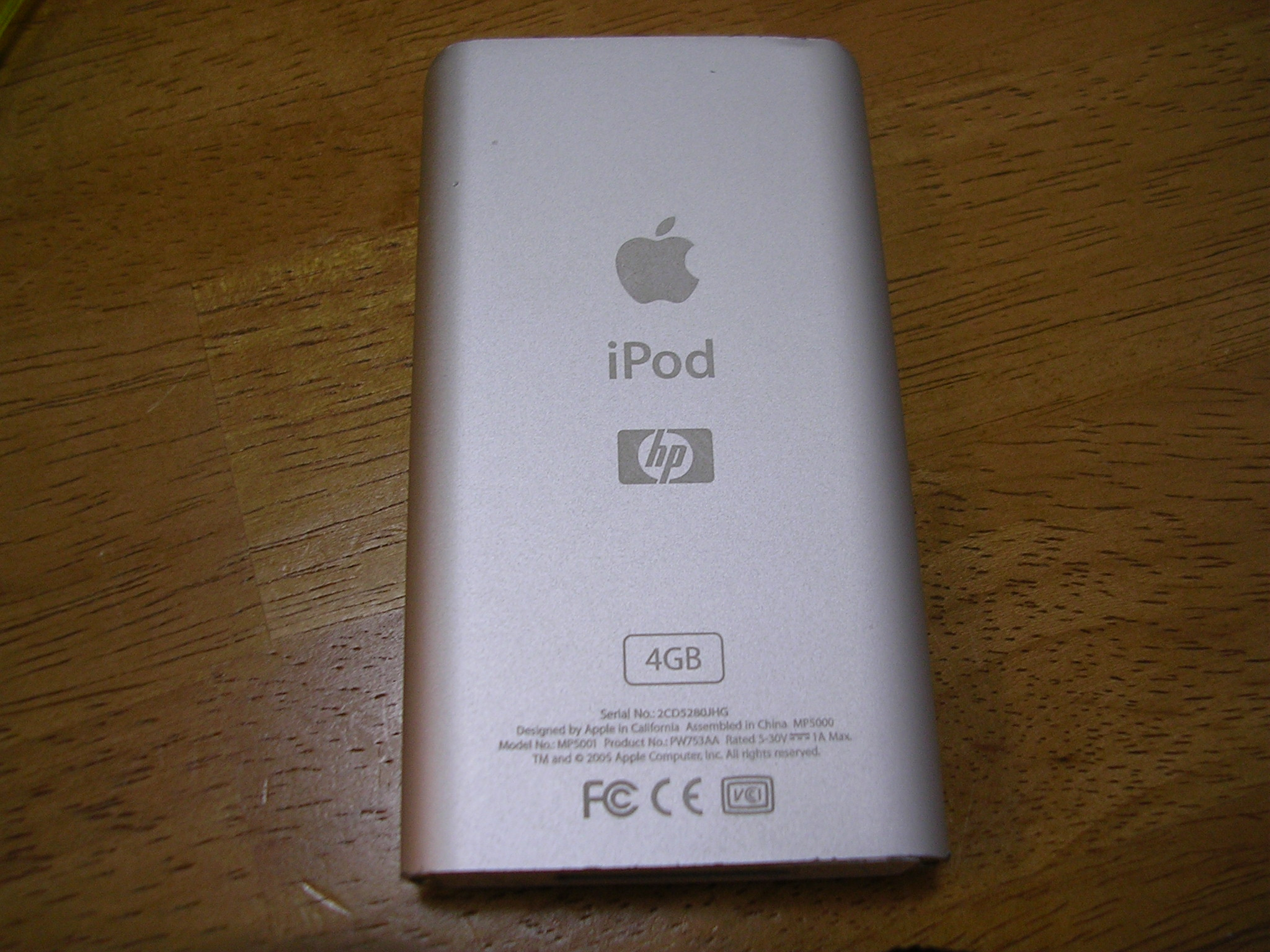
iPod с дополняющей надписью HP в виде логотипа компании Hewlett-Packard на обороте (модель iPod mini 4GB).

Apple iPod+HP — это Apple iPod с логотипом Hewlett-Packard (HP) на задней панели, распространяемый через HP. Это часть стратегии продаж, предназначенной для продажи большего количества плееров iPod, предлагая их через сети распространения HP. 
Данная сделка по брендированию существовала с 2004 по июль 2005 года

## HP и Napster
Изначально HP планировала запустить собственный музыкальный плеер под названием HP Pavilion Personal Media Player, который должнен был работать на технологии Microsoft Windows Media Audio. HP Pavilion Personal Media Player должен был быть запущен в совместно с Napster, но плеер тогда работал бы с другими WMA сервисами. Кроме того, HP Pavilion PMP провалился в фокус-группах, что привело к закрытию проекта. Из-за прекращения проекта Pavilion HP отменила контракт с Napster, и генеральный директор HP Карли Фиорина убрала своё имя из мероприятия, посвященного запуску Napster 2.0.

## Запуск
8 января 2004 года Карли Фиорина объявила о сделке Apple iPod+HP на Consumer Electronics Show. Как часть сделки, Apple производила специальную версию iPod для HP а также iTunes должна была быть предустановленной на компьютерах HP Pavilion и Compaq Presario. Apple iPod+HP изначально вошел в HP Blue, чтобы подходить к компьютерам HP, но в середине 2004 года он был представлен в белом цвете, как остальные продукты Apple, из-за критики.
Сначала HP предлагала iPod’ы объёмом памяти 20 и 40 Гб. Позднее были добавлены iPod mini, iPod photo, iPod shuffle. Благодаря сетям распространения HP, iPod+HP продавался в розничных сетях, в которых в то время Apple не присутствовала, включая Wal-Mart, RadioShack и Office Depot. Многие из этих сетей и сегодня продают iPod’ы.
Так как официально плееры принадлежали HP, а не Apple, сервисные центры Apple Store Genius Bar не занимались ремонтом Apple iPod+HP, и эти плееры должны были быть отправлены в Авторизованный Сервисный Центр HP, несмотря на одинаковые внутренние детали.

## Прекращение
29 июля 2005 года HP объявила о том, что прекращает эту сделку с Apple. К концу сделки HP продала всего 5 % от общего объёма продаж iPod’ов от Apple. Несмотря на расторжение сделки, согласно условиям договора HP не могла продавать конкурирующие продукты в сегменте MP3-проигрывателей до августа 2006 года.
HP продолжила предустанавливать iTunes на домашние компьютеры до 6 января 2006 года, когда компания объявила о партнерстве с RealNetworks для установки Rhapsody на домашние проигрыватели HP и Compaq под брендом HP. Кроме того, в интернет-магазине HP Home & Home Office как аксессуар начал продаваться Microsoft Zune.